# أميمية (اسم)
أُمَيْمِيَّة هو اسم علم مؤنث من أصل عربي، جاء الاسم على صيغة التصغير، ومعناه هو نسبةً إلى أميمية تصغير أم، وهي الوالدة وأصل الشيء.